# Onzaga
Onzaga là một khu tự quản thuộc tỉnh Santander, Colombia. Thủ phủ của khu tự quản Onzaga đóng tại Onzaga Khu tự quản Onzaga có diện tích 484 ki lô mét vuông. Đến thời điểm ngày 28 tháng 5 năm 2005, khu tự quản Onzaga có dân số 6824 người.